# Võ Liệt
Võ Liệt là một xã thuộc huyện Thanh Chương, tỉnh Nghệ An, Việt Nam.

## Địa lý
Xã Võ Liệt có diện tích 16.37 km², dân số năm 1999 là 9788 người, mật độ dân số đạt 598 người/km².
Địa giới xã Võ Liệt hiện nay giáp với các xã: Thanh Chi, Thanh Thủy, Thanh Long. Xã Võ Liệt có các thôn:
| - thôn Thượng Đức - thôn Trung Đức - thôn Lam Giang - thôn Yên Xuân - thôn Hòa Hợp - Thôn Tiên Chính - Thôn Kim Tiến - Thôn Kim Sơn - Thôn Tiên Thanh | - thôn Liên Kỳ - thôn Khai Tiến - thôn Trường Yên - thôn Tân Hà - thôn Kim Thanh - thôn Kim Lương - thôn Kim Hòa - thôn Vận tải |

## Văn hiến

### Thời phong kiến
- Các vị đại khoa: Phan Sĩ Thục, Phan Đình Thực, Phan Sĩ Bàng (tri huyện Thanh Chương, 1930)

### Thời hiện đại
- Đảng viên 30-45: Dương Ổn, Dương Ba, Hoàng Lợi, Nguyễn Văn Hạ, Nguyễn Văn Tập, Nguyễn Văn Thởi, Nguyễn Văn Ngoạn, Nguyễn Văn Tuối, Nguyễn Quảng, Nguyễn Thị Kỳ, Phan Tố Đức, Phan Văn Miễn, Phan Bính, Phan Văn Cớn, Tôn Gia Chung, Tôn Quang Phiệt, Tôn Gia Tinh, Tôn Thị Quế, Tôn Quang Duyệt.
- GS. BS. NGND. AHLĐ Hoàng Đình Cầu, GS. Trần Đình Hượu, GS. Tôn Tích Ái, GS. Tôn Tích Thạch, PGS.TS Võ Duy Tuấn.....
- Trung tướng Nguyễn Đệ

### Di tích
- Đình Võ Liệt, nơi thành lập Xô viết xã đầu tiên trong phong trào Xô viết Nghệ Tĩnh (ngày 1 tháng 9 năm 1930)
- Đền Bạch Mã, Võ Liệt
- Phủ Quốc Mẫu, Võ Liệt

### Giáo dục và Dân sinh
- Trường Tiểu học Võ LiệtI
- Trường Tiểu học Võ LiệtII
- Trường THCS Võ Liệt
- Trường THPT Đặng Thúc Hứa
- Chợ Rộ
- Cầu Rộ